# Héctor Raúl Cúper
Héctor Raúl Cúper (Santa Fe, 16 de novembre del 1955), és un exfutbolista i actual entrenador argentí, que desenvolupà la seva trajectòria com a jugador a l'Argentina i com a entrenador tant al seu país natal com a Europa.

## Biografia

### Com a jugador
El seu primer partit com a professional a l'Argentina es va produir el 7 de març de 1976, amb la samarreta del Ferro Carril Oeste, i jugant contra el CA Independiente, a un partit que acabaria sense gols. Ferro Carril Oeste fou l'equip on Cúper va jugar quasi la totalitat de la seva carrera, menys l'any 1977, que va jugar a l'Independiente Rivadavia, i els seus darrers quatre anys com a professional, jugant al CA Huracán.
Va guanyar la Lliga argentina de futbol del 1982 i 1984 amb Ferro Carril Oeste.

### Com a entrenador
Com a entrenador va iniciar la seva carrera on va acabar la de jugador, dirigint l'Huracán el 1992, on es va consagrar subcampió de la lliga argentina, perdent el darrer partit del campionat contra Independiente, en un partit en el qual el seu equip en tenia prou amb l'empat per ser campió. Addicionalment aquest fou el darrer torneig de lliga a l'Argentina en el qual s'assignaven dos punts al guanyador, i no tres com en l'actualitat. Aquí comença, la seva primera experiència com a entrenador.
L'any 1995 entrena al Lanús i obté un títol internacional: la Copa Conmebol (símil de la Copa de la UEFA europea) de 1996.
El 1997 fou contractat com a entrenador del Reial Mallorca. En la seva primera termporada va aconseguir classificar-lo per la final de la Copa del Rei, tot i que finalment la va perdre contra el FC Barcelona per penaltis. De tota manera, gràcies a la disputa d'aquella final, el Mallorca va aconseguir el dret de jugar a la Recopa d'Europa la temporada següent, competició en la qual novament va disputar la final, que també va perdre, aquesta vegada davant el SS Lazio, en la qual fou la darrera edició en la història de la Recopa. Com que el Barcelona també va ésser el campió de Lliga espanyola de futbol, a la Supercopa d'Espanya es va enfrontar al Mallorca com a subcampió de Copa. En aquesta ocasió l'equip de Cúper va aconseguir el trofeu. A més, aconseguí quedar en tercer lloc en la Lliga espanyola de futbol, cosa que va significar el millor resultat en la història del Mallorca i la seva primera classificació per la Lliga de Campions de la UEFA.
El 1999 va fitxar pel València CF, on marcà època amb un sistema de joc de caràcter defensiu que portà a l'equip a jugar i perdre dos finals consecutives de la Lliga de Campions, que haurien significat el primer títol en la màxima competició europea per al València. La final de l'any 2000 davant al Reial Madrid, a París. I en l'edició de 2001, davant al Bayern de Múnic, a l'estadi de San Siro de Milà.
El 2001, Cúper decideix provar sort entrenant a Itàlia, a l'Inter de Milà, si bé des que deixara València no tornaria a ser el mateix.
Va dirigir de nou el Mallorca en la temporada 2004-05, agafant el conjunt balear, en la desena jornada del campionat, en llocs de descens de categoria. Quan va acabar la lliga, l'equip dirigit per Cúper va aconseguir evitar el descens en la darrera jornada. Però, els mals resultats també acompanyaren al Mallorca en la següent temporada. Finalment, el tècnic va decidir posar fi a la seva tasca al Mallorca al febrer de 2006, amb l'equip situat en la darrera posició de la lliga espanyola.
Dirigí el Reial Betis durant les primeres 14 jornades de la temporada 2007/2008, però fou destituït el 2 de desembre de 2007. Després va fitxar per l'AC Parma però fou destituït una setmana abans que es consumà el seu descens a la Serie B italiana.
A començaments d'agost de 2008 es va fer oficial la seva contractació per la selecció de futbol de Geòrgia.

## Internacional
Ha estat internacional amb la selecció de futbol de l'Argentina sota la direcció tècnica de Carlos Salvador Bilardo entre els anys 1984 i 1986 amb 5 presències, sense marcar gols.

## Clubs

### Com a jugador
| Club                    | País      | Any       |
| ----------------------- | --------- | --------- |
| Ferro Carril Oeste      | Argentina | 1976-1977 |
| Independiente Rivadavia | Argentina | 1977      |
| Ferro Carril Oeste      | Argentina | 1978-1988 |
| CA Huracán              | Argentina | 1988-1992 |

### Com a entrenador
| Club                | País      | Any       |
| ------------------- | --------- | --------- |
| CA Huracán          | Argentina | 1992-1995 |
| Lanús               | Argentina | 1995-1997 |
| Mallorca            | Espanya   | 1997-1999 |
| València            | Espanya   | 1999-2001 |
| Inter de Milà       | Itàlia    | 2001-2003 |
| Mallorca            | Espanya   | 2004-2006 |
| Reial Betis         | Espanya   | 2007      |
| Parma Football Club | Itàlia    | 2008      |
| Selecció de Geòrgia | Geòrgia   | 2008-2009 |
| Aris Salònica       | Grècia    | 2009-2011 |
| Racing de Santander | Espanya   | 2011      |

## Palmarès

### Com a jugador
| Títol                                              | Club               | País      | Any  |
| -------------------------------------------------- | ------------------ | --------- | ---- |
| primera divisió de l'Argentina,Campionat Nacional  | Ferro Carril Oeste | Argentina | 1982 |
| primera divisió de l'Argentina, Campionat Nacional | Ferro Carril Oeste | Argentina | 1984 |

### Com a entrenador
| Títol               | Club         | País      | Any  |
| ------------------- | ------------ | --------- | ---- |
| Copa Conmebol       | Lanús        | Argentina | 1996 |
| Supercopa d'Espanya | RCD Mallorca | Espanya   | 1998 |
| Supercopa d'Espanya | València CF  | Espanya   | 1999 |

### Guardons individuals
| Distinció                                        | Any  |
| ------------------------------------------------ | ---- |
| Segon millor entrenador de l'any segons la IFFHS | 2000 |